# Шифра фреквенције
Шифра фреквенције садржи информацију о интензитету дражи, односно информација о интензитету дражи је садржана у фреквенцији акционих потенцијала који сензитивним влакном путују до централног нервног система. Самим тим, стимулус већег интензитета изазива већи број акционих потенцијала у јединици времена од стимулуса мањег интензитета. Овај принцип, ког деле сви чулни рецептори, назива се шифра фреквенције.

## Шифра фреквенције
Однос између фреквенције акционих потенцијала и интензитета стимулуса зависи од типа чулног рецептора. Начелно говорећи, код екстероцептора фреквенција акционих потенцијала расте са повећањем интензитета стимулуса и то према семилогаритамском односу која се може представити једначином:
{\displaystyle \log F=k\times \log S}
| Ознака | Значење                          |
| ------ | -------------------------------- |
| F      | фреквенција акционих потенцијала |
| S      | интензитет дражи                 |

Овакав одговор екстерорецептора на стимулус има велики адаптивни значај за организам. Организам се обавести о почетку дејства неког спољашњег стимулуса, као и да се на широки опсег интензитета стимулуса одговори градуисаном променом фреквенције акционих потенцијала. Мале промене јачине стимулуса изазивају велико повећање фреквенције акционих потенцијала. Овакав одговор интероцептора којим се покрива узак опсег интензитета средине и њихова улога је да реагују и на најмање промене специфичног аспекта унутрашње средине. Линеаран однос фреквенције акционих потенцијала и јачине дражи се уочава само код неких проприоцептора. 